# Обуэн, Жан
Жан Обуэн (фр. Jean Aubouin; 5 мая 1928, Эврё, Франция — 19 декабря 2020) — французский геолог.
Член Французской академии наук (1981; корреспондент с 1978).

## Биография
Родился 5 мая 1928 года в городе Эврё (департамент Эр, Франция).
С 1943 по 1948 год обучался в парижских лицеях Бюффона и Сен-Луи. В 1952 году окончил Высшую нормальную школу в городе Сент-Клод (департамент Юра) и получил должность ассистента факультета естественных наук Сорбонны. С 1959 года — доцент, с 1961 года — профессор этого факультета.
С 1969 года работал в Институте Пьера и Мари Кюри Университета Парижа, где был профессором геологии.
В 1976 году был избран иностранным членом Академии наук СССР и в том же году возглавил Геологическое общество Франции.
В 1989—1990 годах был президентом Французской Академии наук.
В 1989 году также был президентом Института Франции.
Научные исследования Обуэна посвящены стратиграфии, тектонике, геологической картографии, геосинклиналям, а также геологии, тектонике и морфологии Анд, Альп и региона Средиземноморья.

## Заслуги
- Удостоен многих наград Франции: офицер ордена Почетного легиона и ордена Академических пальмовых ветвей. Награжден Национальным орденом «За заслуги» и Серебряной медалью Парижа (1980). Награжден премией Шарля Жакоба, Джеймса Холла, Поля Фалло-Жермена (1976).
- В 1976 году Жан Обуэн был избран президентом Геологического общества Франции и был удостоен наград этого общества — премии Викенеля (1962) и премии Годри (1990).
- Французский учёный был избран в состав Академии Линчеи (1974), Академии Афин (1980, Югославской (ныне — Хорватской) академии наук и искусств (1990). Член Королевской академии наук, литературы и изящных искусств Бельгии с 1994 года, в этом же году был удостоен академической медали. Член Немецкой академии естествоиспытателей Леопольдина с 1995 года[6].